# KBS Song Festival
El KBS Song Festival (en coreano: KBS 가요대축제, RR: KBS Gayo Daechukje) es un programa musical anual de Corea del Sur que se emite en la Korean Broadcasting System (KBS) al final de cada año. Se emitió por primera vez en 1965 como un programa de premios, pero KBS descontinuó la entrega de premios en 2006. Desde entonces ha continuado como un festival de música sin dar premios la mayoría de los años. Sin embargo, en 2013 se entregaron premios.
El KBS Song Festival (2018) se celebró con el tema, "Una enorme fiesta fantástica", en la Sala KBS el 28 de diciembre de 2018.

## Historia

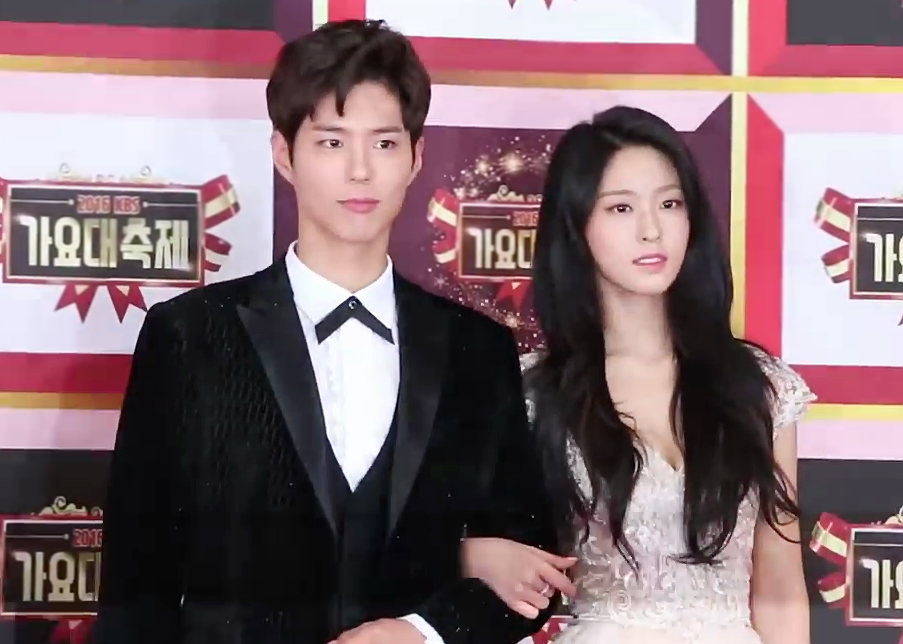
Park Bo-gum y Seolhyun, anfitriones de KBS Song Festival en 2016.

El programa fue emitido por primera vez en 1965 por la Tongyang Broadcasting Company (TBC), donde se conocía como TBC Broadcast Music Awards (en coreano: TBC 방송가요대상). Choi Hee-Joon ganó el primer premio en 1965. Desde 1966 hasta 1986 se concedieron premios separados para artistas masculinos y femeninos.
En 1981, el gobierno surcoreano obligó a TBC a fusionarse con la Korean Broadcasting System (KBS). Siguiendo la fusión, el nombre del programa fue cambiado a KBS Music Awards (KBS 가요대상 (romanización revisada, KBS Gayo Daesang)). Se emitió en KBS1 cada año el 30 de diciembre hasta 1994, cuando el programa se trasladó a KBS2.
En 2005, Kim Jong-kook se convirtió en el último cantante en ganar el KBS Music Award. En 2006, el nombre del programa se cambió por el de KBS Song Festival, y la cadena convirtió el programa en un festival de música no competitivo en lugar de un programa de premios.
Entre 2006 y 2016, el festival solía contar con las actuaciones de entre 20 y 30 grupos y cantantes de K-pop. Sin embargo, en 2017, KBS redujo el festival para incluir solo ocho grupos, dos cantantes y concursantes del reality show The Unit de la KBS2. El evento siempre se ha celebrado en la Sala KBS, con dos excepciones. En 2015, el evento se celebró en Gocheok Sky Dome y para el evento de 2019, se celebró en KINTEX.

## Anfitriones
| Año  | Anfitriones | Ref           |
| ---- | --- | ------------- |
| 2006 | Han Suk-joon, Hwang Soo-kyung | [ 8 ]         |
| 2007 | Han Suk-joon, Soo Kyung-hwang, Son Beom-su |               |
| 2008 | Han Suk-joon, Hwang Soo Kyung, Park Sa-im |               |
| 2009 | Han Suk-joon, Soo Kyung-hwang, Kim Kyung-ran |               |
| 2010 | Han Suk-joon, Park Eun-young, Jun Hyun-moo | [ 9 ]         |
| 2011 | Lee Hwi-jae, Park Sa-im, Jun Hyun-moo | [ 10 ]        |
| 2012 | Sung Si-kyung, Yoona (SNSD), Jung Yong-hwa (CNBLUE) | [ 11 ]        |
| 2013 | Lee Hwi-jae, Suzy (Miss A), Yoon Shi-yoon |               |
| 2014 | Lee Hwi-jae, Yoona (SNSD), Taecyeon (2PM) | [ 12 ]        |
| 2015 | Lee Hwi-jae, Hani (EXID), Taecyeon (2PM) | [ 13 ]        |
| 2016 | Park Bo-gum, Seolhyun (AOA) | [ 14 ]        |
| 2017 | Parte 1: Jin (BTS), Sana (Twice), Chanyeol (Exo), Irene (Red Velvet) Parte 2: Solar (Mamamoo), Mingyu (Seventeen), Yerin (GFriend), Kang Daniel (Wanna One) | [ 15 ] [ 16 ] |
| 2018 | Chanyeol (EXO), Dahyun (Twice), Jin (BTS) | [ 17 ]        |
| 2019 | Park Jin-young (Got7), Irene (Red Velvet), Shin Dong-Yup | [ 18 ]        |
| 2020 | Yunho (TVXQ), Cha Eun-woo (Astro), Shin Ye-eun | [ 19 ]        |

## Ganadores

### TBC Broadcast Music Awards(1965–1980)
| Año  | Artista        | Canción                                           |
| ---- | -------------- | ------------------------------------------------- |
| 1965 | Choi Hee-joon  | "Every Corner of Korea" (팔도강산)                |
| 1966 | Choi Hee-joon  | "Student Boarder" (하숙생)                        |
| 1966 | Choi Yang-sook |                                                   |
| 1967 | Choi Hee-joon  |                                                   |
| 1967 | Kim Sang-hee   |                                                   |
| 1968 | Bae Ho         |                                                   |
| 1968 | Lee Mi-ja      |                                                   |
| 1969 | Nam Jin        | "My Heart Aches" (가슴 아프게)                    |
| 1969 | Lee Mi-ja      | "Woman's Life" (여자의 일생)                      |
| 1970 | Choi Hee-joon  |                                                   |
| 1970 | Lee Mi-ja      | "Woman's Life" (여자의 일생)                      |
| 1971 | Nam Jin        | "Should Have a Beautiful Heart" (마음이 고와야지) |
| 1971 | Kim Sang-hee   |                                                   |
| 1972 | Na Hoon-a      |                                                   |
| 1972 | Ha Chun-hwa    |                                                   |
| 1973 | Nam Jin        | "Don't Change, My Dear" (그대여 변치마오)         |
| 1973 | Ha Chun-hwa    | "Yeongam Arirang" (영암 아리랑)                   |
| 1974 | Kim Se-hwan    | "Old Friend" (옛 친구)                            |
| 1974 | Ha Chun-hwa    | "The First Time in My Life" (난생처음)            |
| 1975 | Kim Se-hwan    | "Loving Heart" (사랑하는 마음)                    |
| 1975 | Lee Su-mi      | "Stand By Me" (내 곁이 있어주)                    |
| 1976 | Kim Hoon       | 나를 두고 아리랑                                  |
| 1976 | Ha Chun-hwa    | "Daekwanryeong Arirang" (대관령 아리랑)           |
| 1977 | Kim Hoon       |                                                   |
| 1977 | Hye Eun-yi     | "I Love Only You" (당신만을 사랑해)               |
| 1978 | Choi Heon      | "Empress Tree Leaves" (오동잎)                    |
| 1978 | Lee Eun-ha     | "Night Train" (밤차)                              |
| 1979 | Jo Kyung-soo   | "What Happiness Is" (행복이란)                    |
| 1979 | Lee Eun-ha     | "Confusing" (아리송해)                            |
| 1980 | Cho Yong-pil   | "Woman Outside the Window" (창밖의 여자)          |
| 1980 | Yoon Si-nae    | "Passionate Love" (열애)                          |

### KBS Music Awards(1981-2005)
| Año  | Artista        | Canción                                                  |
| ---- | -------------- | -------------------------------------------------------- |
| 1981 | Cho Yong-pil   | "Red Dragonfly" (고추잠자리)                             |
| 1981 | Lee Jeong-hui  | "You" (그대여)                                           |
| 1982 | Cho Yong-pil   | "Tragic Love" (비련)                                     |
| 1982 | Yun Si-nae     | "To The DJ" (DJ에게)                                     |
| 1983 | Cho Yong-pil   | "Dear Friend" (친구여)                                   |
| 1983 | Yun Si-nae     | "Let's Study" (공부합시다)                               |
| 1984 | Kim Soo-chul   | "Forgotten Flower" (못다핀 꽃 한송이)                    |
| 1984 | Lee Eun-ha     | "One Who's Never Been in Love" (사랑 한번 못해본 사람은) |
| 1985 | Cho Yong-pil   | "Yesterday, Today, And..." (어제, 오늘 그리고)           |
| 1985 | Jeong Soo-ra   | "City Streets" (도시의 거리)                             |
| 1986 | Jeon Young-rok | "Crybaby, My Love" (내 사랑 울보)                        |
| 1986 | Jeong Soo-ra   | "From Me to You" (난 너에게)                             |
| 1987 | Jeon Young-rok | "White Night" (하얀 밤에)                                |
| 1988 | Joo Hyun-mi    | "That Person in Shinsadong" (신사동 그 사람)             |
| 1989 | Hyun Cheul     | "Garden Balsam Feelings" (봉선화 연정)                   |
| 1990 | Hyun Cheul     | 싫다 싫어                                                |
| 1991 | Kim Jeong-soo  | "You" (당신)                                             |
| 1992 | Shin Seung-hun | "Invisible Love"                                         |
| 1993 | Kim Soo-hee    | 애모                                                     |
| 1994 | Kim Gun-mo     | "Excuse"                                                 |
| 1995 | Kim Gun-mo     | "Wrongful Encounter"                                     |
| 1996 | Kim Gun-mo     | "Speed"                                                  |
| 1997 | Im Chang-jung  | "Again"                                                  |
| 1998 | H.O.T.         | "Hope"                                                   |
| 1999 | Jo Sungmo      | "For Your Soul"                                          |
| 2000 | G.o.d          | "Lies"                                                   |
| 2001 | G.o.d          | "Road"                                                   |
| 2002 | Jang Na-ra     | "Sweet Dream"                                            |
| 2003 | Lee Hyori      | "10 Minutes"                                             |
| 2004 | Rain           | "It's Raining"                                           |
| 2005 | Kim Jong-kook  | "Lovable"                                                |

### KBS Song Festival(Canción más popular del año)
| Año  | Artista          | Canción          |
| ---- | ---------------- | ---------------- |
| 2009 | 2PM              | "Again & Again"  |
| 2010 | Girls Generation | "Oh!"            |
| 2011 | Beast            | Fiction          |
| 2013 | EXO              | "Growl" (으르렁) |

## Artistas

### KBS Song Festival(2006–presente)
| Año  | Artistas | Ref    |
| ---- | --- | ------ |
| 2011 | 2PM, 4Minute, Beast, Clover, CNBLUE, Davichi, F(x), Girls' Generation, Infinite, IU, Kim Hyun-joong, Lee Seung-gi, MBLAQ, Miss A, Secret, Sistar, Super Junior, T-ara, TVXQ, U-KISS, Wonder Girls | [ 10 ] |
| 2012 | 2PM, Ailee, B1A4, Beast, CNBLUE, Dynamic Duo, Infinite, K.Will, Kara, Miss A, Secret, Sistar, Shinee, Super Junior, T-ara, Teen Top, TVXQ | [ 20 ] |
| 2013 | Girls' Generation, Shinee, EXO, Lee Hyori, IU, Infinite, B2ST, 2PM, Miss A, 4 Minute, Kara, Sistar, K.Will, Teen Top, Boyfriend, Girl's Day, A Pink, Ailee, Lee Seung Chol, Yoo Hee Yeol, Secret, Dynamic Duo, Huh Gak, Crayon Pop | [ 21 ] |
| 2014 | 2PM, Ailee, AOA, Apink, B1A4, Beast, Block B, BTS, CNBlue, EXO, Fly to the Sky, Girl's Day, Girls' Generation, Im Chang-jung, Infinite, San E & Raina, Secret, Sistar, Soyou & Junggigo, VIXX | [ 12 ] |

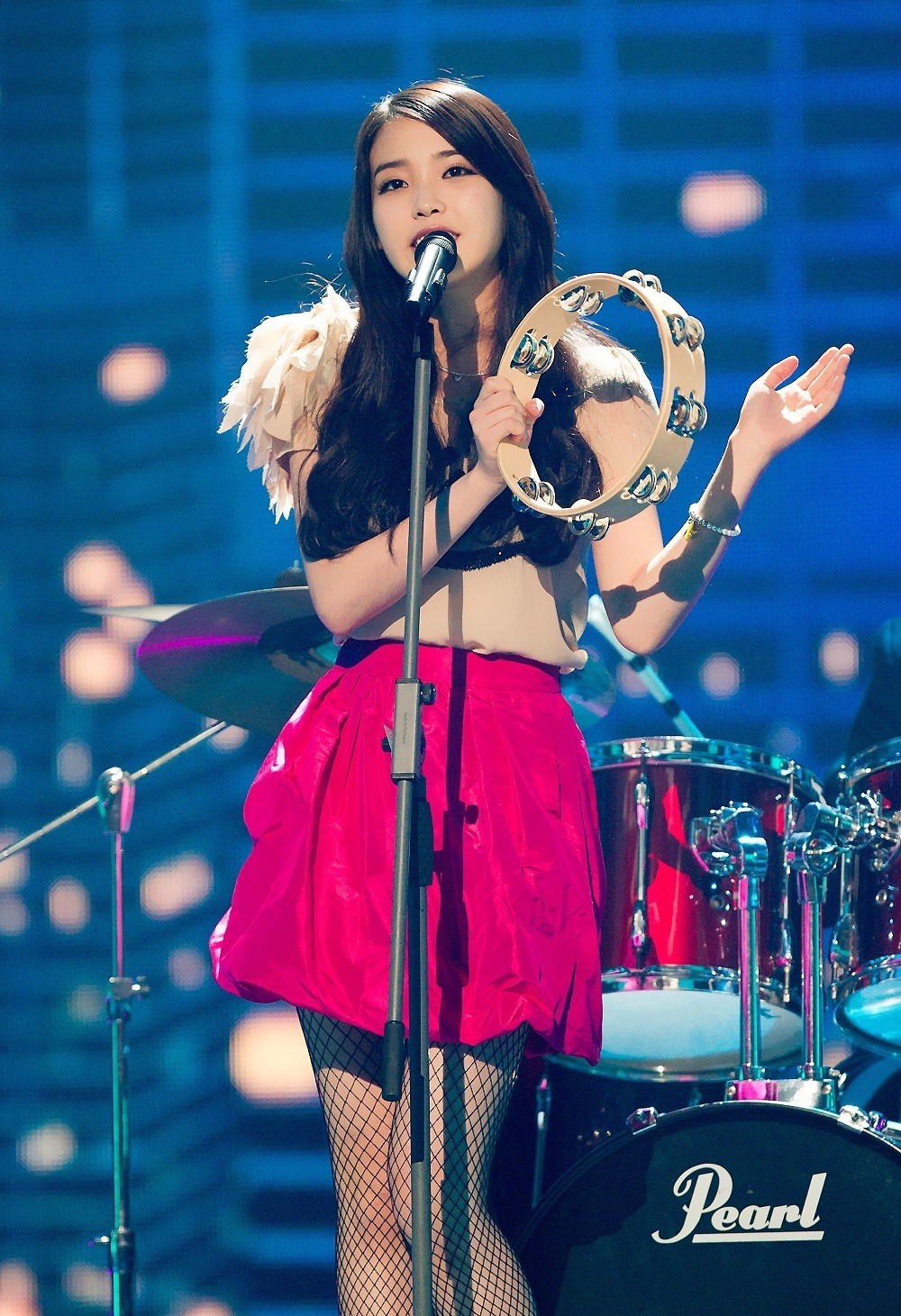
IU en el KBS Song Festival de 2011.

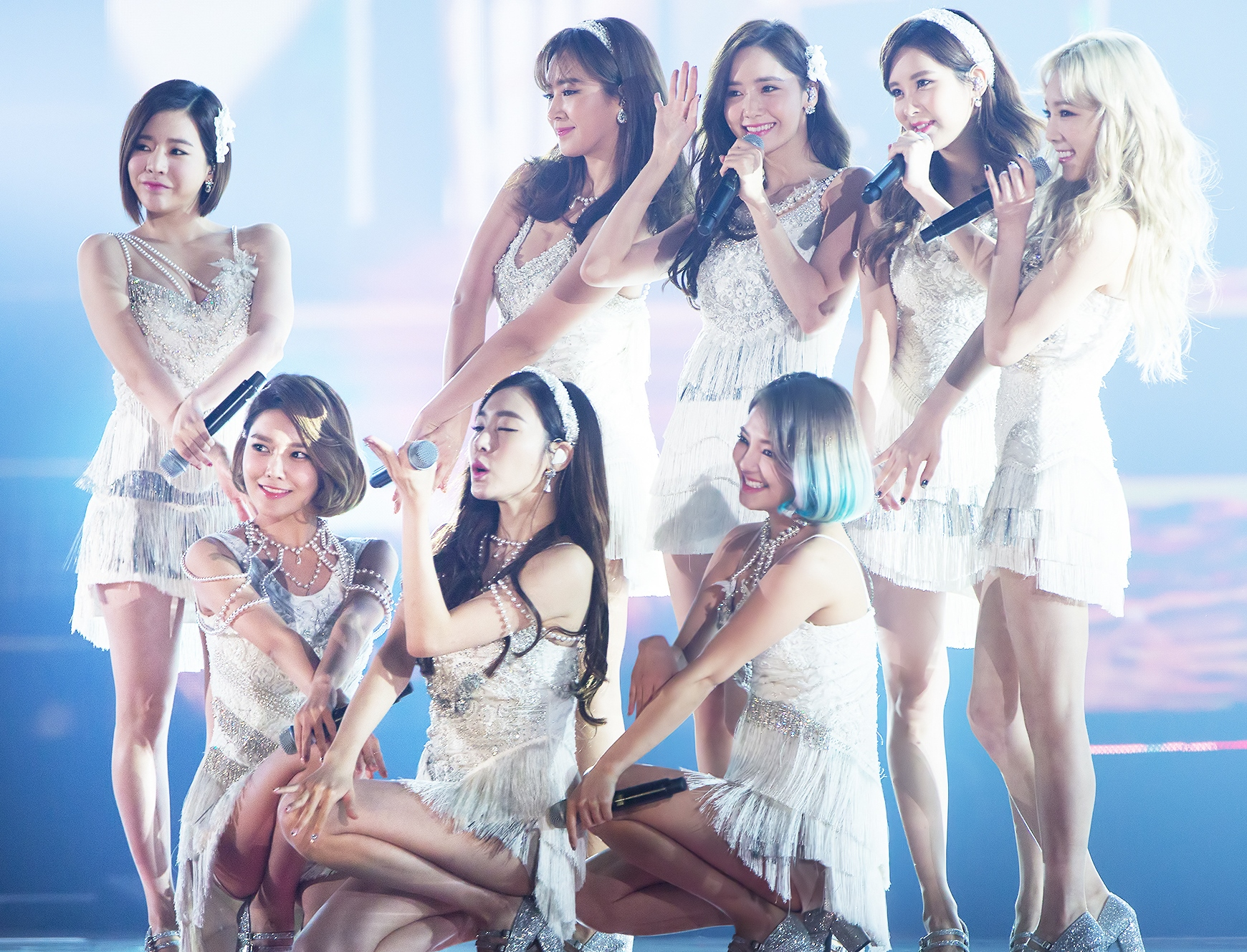
Girls' Generation en el KBS Song Festival de 2015.

| 2015 | Grupo 1: Ailee, AOA, Apink, B1A4, BtoB, BTS, CNBLUE, EXID, EXO, GFriend, Girls' Generation, Got7, Infinite, Mamamoo, Noel, Red Velvet, Shinee, VIXX Grupo 2: Hong Kyung-min, Moon Myung Jin, Hwang Chi-yeul, Ali, Son Seung-yeon Grupo 3: Crush, Dynamic Duo, Zion.T Grupo 4: Kim Chang-wan Band | [ 22 ] |
| 2016 | Grupo 1: AOA, B.A.P, BtoB, BTS, CNBLUE, EXID, EXO, GFriend, Got7, Han Dong-geun, I.O.I, Infinite, Jung Eun-ji, Mamamoo, Monsta X, Red Velvet, Seventeen, Shinee, Taeyeon, Twice, VIXX Little Mix, Juanes, Soy Luna, Operación Triunfo 2001, Justin Bieber, Pitbull (cantante), Grupo 2: Davichi, Uhm Jung-hwa, Hwang Chi-yeul, Jeon In Kwon, Shinhwa Grupo 3: Astro, Cosmic Girls, Laboum, NCT Dream, Oh My Girl, UP10TION | [ 23 ] |
| 2017 | BTS, EXO, GFriend, Hwang Chi-yeul, Hyuna, Mamamoo, Red Velvet, Seventeen, Twice, Wanna One, concursantes de The Unit | [ 7 ]  |
| 2018 | 10cm, Apink, AOA, BTOB, BTS, Celeb Five, Chungha, Cosmic Girls, Day6, EXO, GFRIEND, (G)I-DLE, Got7, Hwang Chi Yeol, Kim Yeon-ja, Lovelyz, Momoland, Monsta X, NCT, Norazo, NU'EST W, Oh My Girl, Red Velvet, Roy Kim, SEVENTEEN, Stray Kids, Sunmi, The Boyz, Twice, VIXX, Wanna One, Yong Jun-hyung, Kim Hyo-yeon | [ 4 ]  |
| 2019 | Apink, Astro, BTS, Chungha, Cosmic Girls, Everglow, GFriend, Golden Child, Got7, Itzy, Mamamoo, Monsta X, N.Flying, NCT 127, NCT Dream, NU`EST, Oh My Girl, Red Velvet, SEVENTEEN, Song Ga-in, Stray Kids, The Boyz, Twice, TXT, Taeyeon | [ 24 ] |
| 2020 | BTS, Taemin, Twice, Got7, Mamamoo, Monsta X, Park Jin-young, Sunmi, NCT, NU`EST, Oh My Girl, Paul Kim, GFriend, Astro, Stray Kids, (G)I-dle, Kim Yeon-ja, Sul Woon-do, Jessi, Iz*One, The Boyz, Momoland, TXT, Itzy, Aespa, Enhypen, Taeyeon | [ 25 ] |

|2021
|2022
|-
|2023
| Part 1: Sunmi, Hwasa, Young K, NCT 127, NCT Dream, Fromis 9, (G)I-dle, Oneus, Tomorrow X Together, Cravity, Aespa, Ive, Xdinary Heroes, H1-Key, Xikers, Zerobaseone, Riize, Fantasy Boys
Part 2: Golden Girls, Park Jin-young, Shinee, MeloMance, Kang Daniel, The Boyz, Stray Kids, Ateez, Itzy, Lee Young-ji, P1Harmony, STAYC, Enhypen, NiziU, Kep1er, Nmixx, Le Sserafim, NewJeans, &Team, BoyNextDoor, Now United
|2024
|